# Synčany
Synčany jsou místní část obce Rosice v okrese Chrudim. Vsí protéká říčka Žejbro.

## Historie
První písemná zmínka o vsi pochází z roku 1374. Synčany byly v majetku několika vladyckých rodin, které měly ve vsi své dvory, pravděpodobně na návsi byla kdysi tvrz. Z nejznámějších tu byli Talackové z Ještětic. Do roku 1974 byly samostatnou obcí.

## Současnost
Mají 56 domů a přibližně 130 obyvatel. Náves se nachází na okraji vesnice. Na návsi se nachází boží muka z roku 1808. V 70. letech 20. století byl uprostřed vsi místo hřiště postaven obchod. Začátkem 90. let 20. století byly na okraji Synčan postaveny jatka. Za vsí byl po roce 1990 vybudován rybník, kde každoročně probíhá výlov kaprů. Tento rybník patří sousední osadě Brčekoly.
V Synčanech je také aktivní Sbor dobrovolných hasičů, který byl založen v roce 1883. Od roku 2008 se aktivně zapojuje do soutěží.
Místní části: Forštot, Trávníček

## Galerie

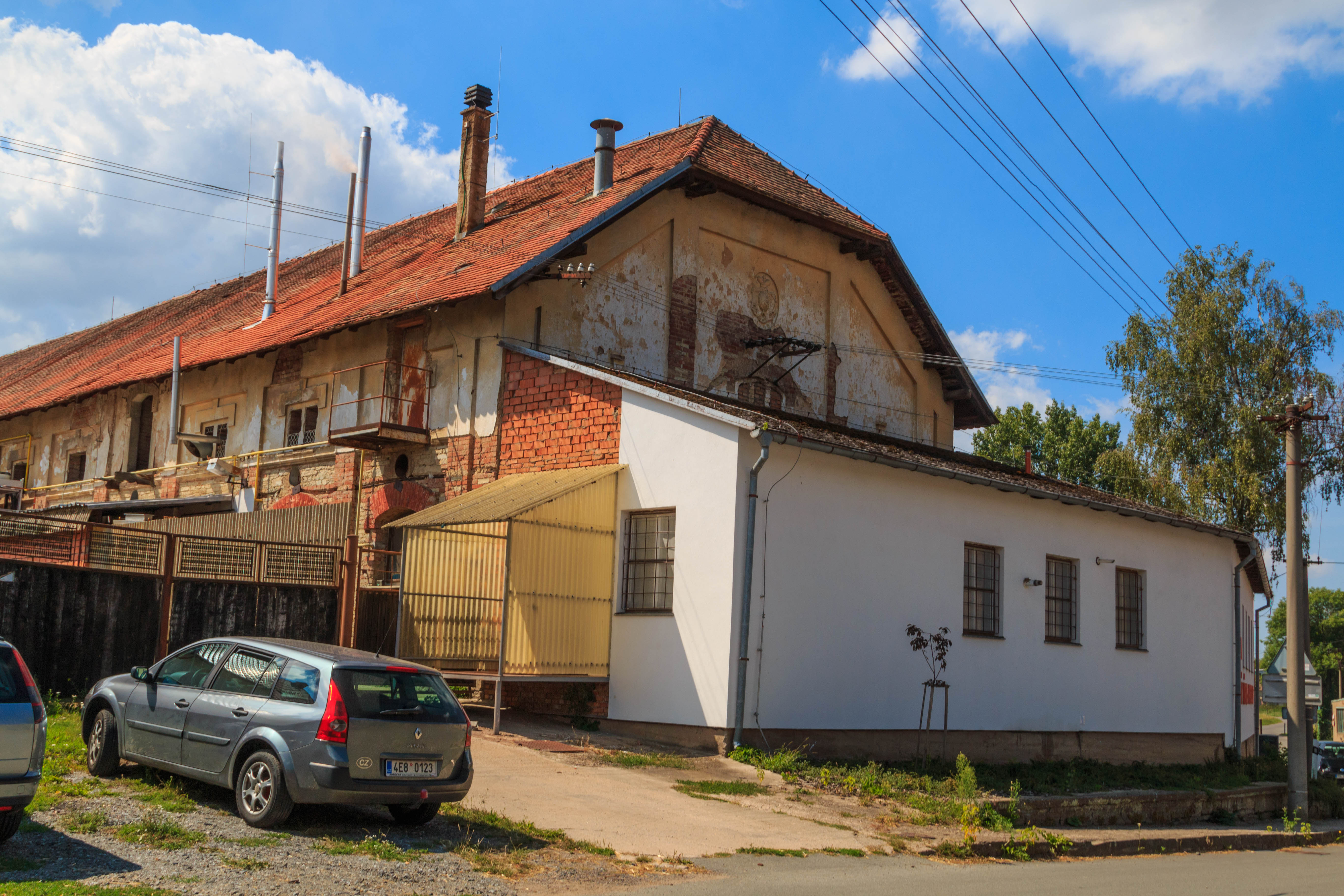
Synčany - čp. 36
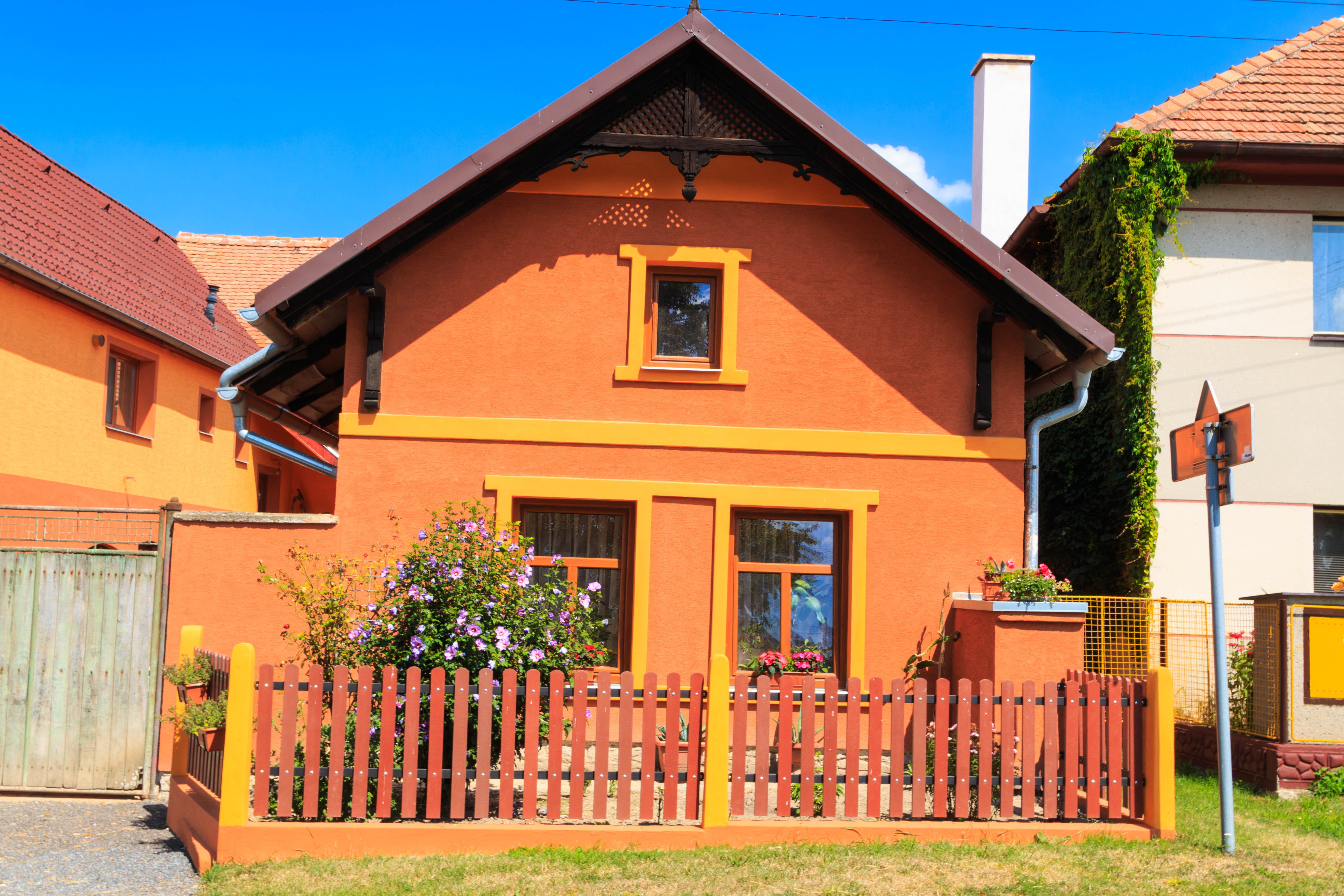
Synčany - čp. 4
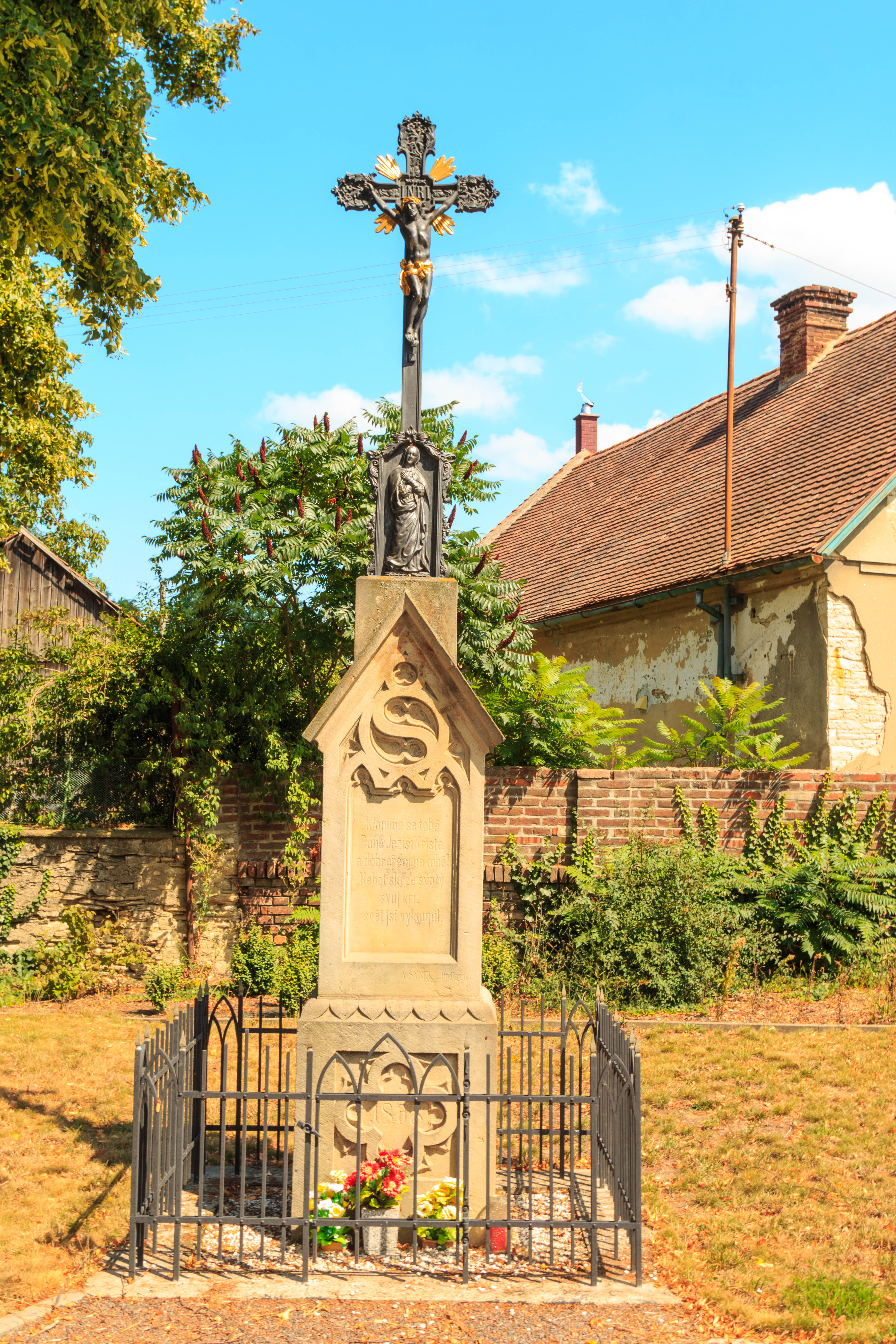
Synčany - kříž
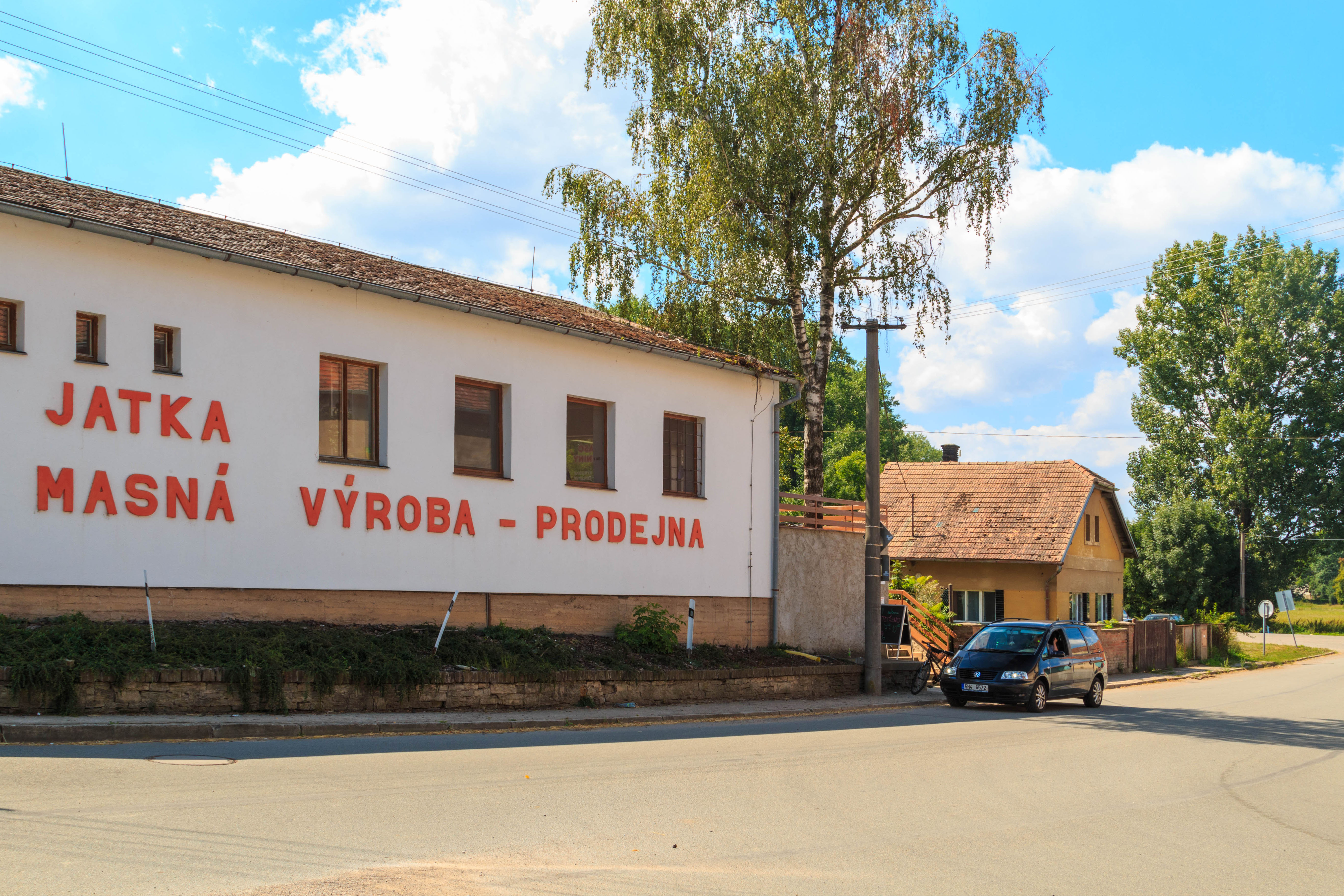
Synčany - jatka